# 高永雏子
高永雛子（高永 ひなこ），（9月6日—）是日本的BL漫畫家，並擔任多部小說插畫。

2005年時在台灣漫畫博覽會舉辦簽名會，是台灣東販邀請的漫畫家之一。

## 漫畫作品
- 愛的挑戰者（チャレンジャーズ）（全4冊）
- LITTLE BUTTERFLY（リトル・バタフライ）（全3冊）
- （全1冊）
- 愛情拳擊手（LOVE ROUND!!）（全1冊）
- 《戀上優質的男孩》（全1冊）
- 彩繪麻豆兒（CROQUIS）（全1冊）
- 笨拙的沉默戀情（不器用なサイレント）（3冊待續）
- 撿到的情人（リバティ☆リバティ!）（全1冊）
- 戀愛暴君（恋する暴君）（9冊待續）
- 愛的轉捩點（ターニングポイント）（1冊待續）
- 與你墜入情網（きみが恋に堕ちる）（全1冊）
- 與你耽溺愛河（きみが恋に溺れる）（全3冊）
- 惡魔的秘密（アクマのひみつ）（全1冊）

## 外部連結
- ANAGURANZ （页面存档备份，存于）（日語）